# Eupholidoptera cretica
Eupholidoptera cretica är en insektsart som beskrevs av Willy Adolf Theodor Ramme 1951. Eupholidoptera cretica ingår i släktet Eupholidoptera och familjen vårtbitare. Inga underarter finns listade i Catalogue of Life.